# Dyselachista saltatricella
Dyselachista saltatricella is een vlinder uit de familie van de Heliozelidae. De wetenschappelijke naam van de soort is voor het eerst geldig gepubliceerd in 1841 door Fischer von Röslerstamm.